# 錫耶納共和國
锡耶纳共和国（意大利语：Repubblica di Siena）是曾经以锡耶纳为首都的一个历史政权。在1551年至1559年的意大利战争中，共和国于1555年4月21日向西班牙帝国投降，并在战后条约中被并入佛罗伦萨公国。

## 历史

### 起源
伦巴第王国被查理曼灭亡后，锡耶纳的伦巴第贵族在774年向这位征服者投降，随后这座城市被划给托斯卡纳侯国作为边区，并招揽了大批法兰克人移民，移民家庭与伦巴第贵族家庭联姻，并在锡耶纳城内建立了许多加洛林式的修道院。然而，随着托斯卡纳的封建权力逐渐减弱，1115年女侯爵玛蒂尔达去世后，她控制下的采邑分裂成了包括锡耶纳共和国在内的几个独立国家。

### 成长
锡耶纳作为一个城市国家繁荣发展，成为意大利的一个主要金融中心，这座城市也是欧洲羊毛贸易活动的重要参与者。它最初由其主教直接管理，但12世纪，当地教权逐渐变得孱弱。为了在与阿雷佐的领土争端中取得有利地位，主教被迫给予贵族更大的权利以换取他们的帮助。在1167年，锡耶纳城市公社宣布脱离主教的控制。

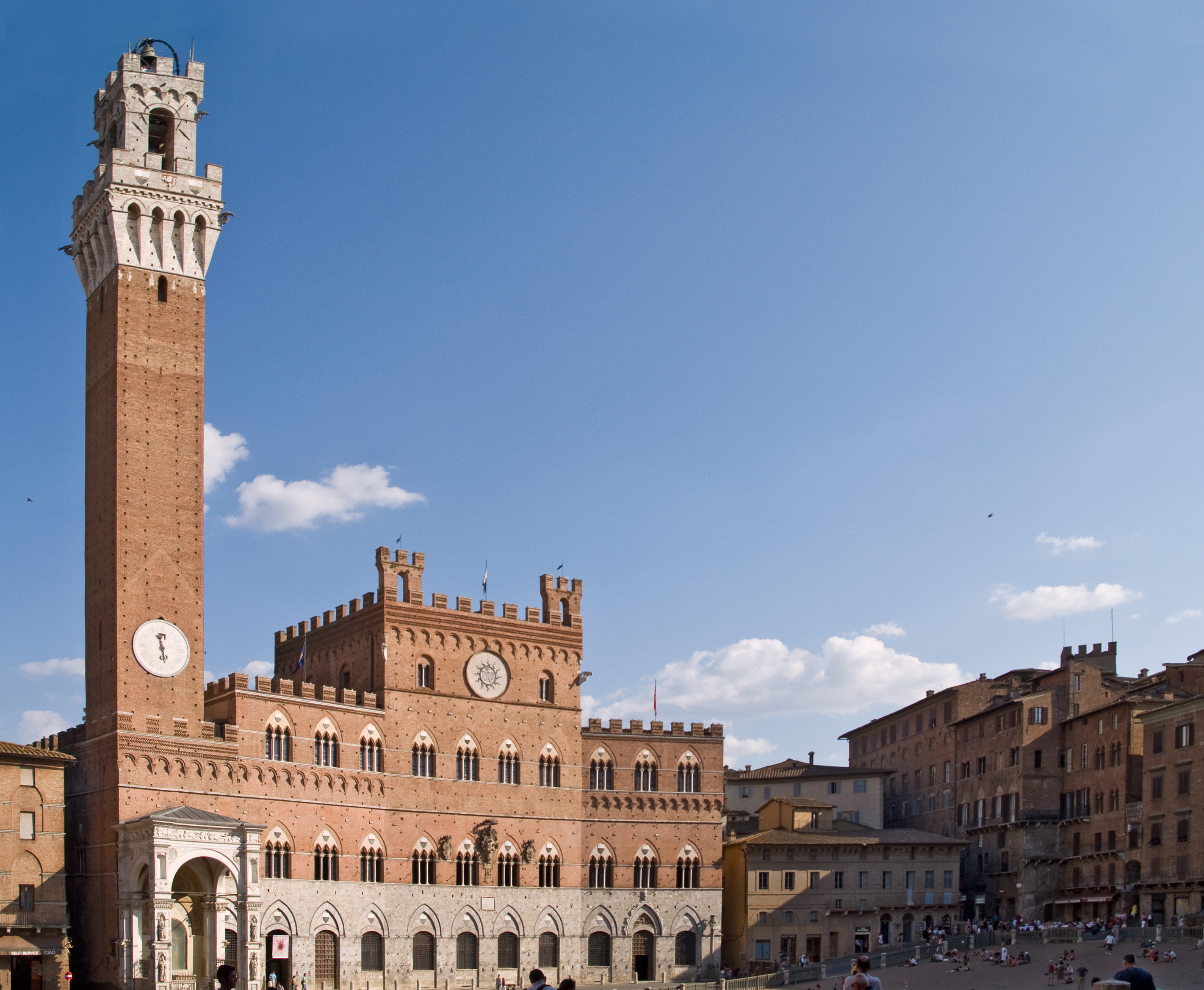
九人議會執政期間建造的市政廳

1286年，统治锡耶纳的贵族新政府成立。它得到了九人議會，一个贵族组成的政党的支持。九人議會不仅包括新委员会的成员，还包括该市许多著名的贵族家庭。在新政府和九人議會的领导下，锡耶纳在经济和军事水平都有所增长。

### 蒙塔佩蒂之战

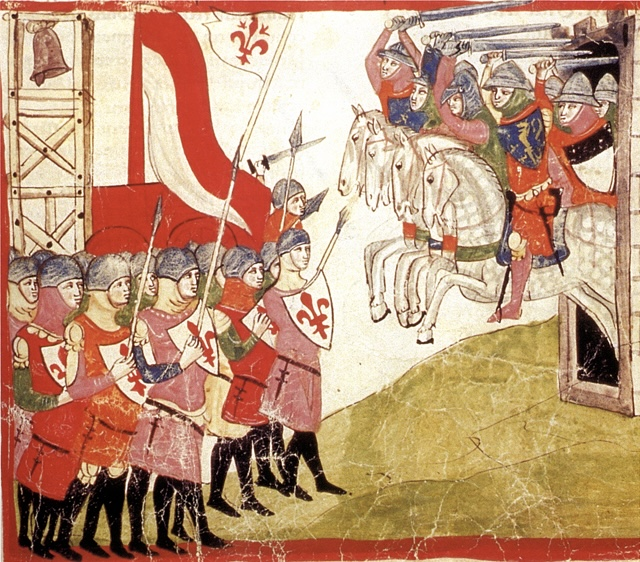
蒙塔佩蒂之戰

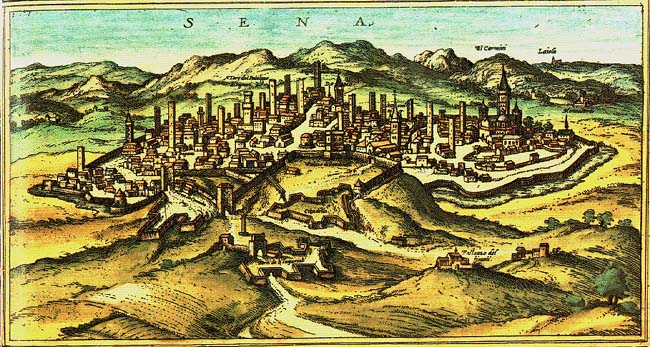
錫耶納的老地圖

在13世纪，锡耶纳的政治形势形成了拥护教宗的吉伯林派与拥护神圣罗马皇帝的归尔甫派相对立的局面（这场冲突是但丁巨著《神曲》的重要素材）。
1260年9月4日西西里国王曼弗雷迪支持的锡耶纳吉伯林派在蒙塔佩蒂之战中打败了佛罗伦萨的统帅格尔菲斯。锡耶纳军队虽有大约20000人，但他们面临着面临着拥有约33000人之众的佛罗伦萨军队。在战斗之前，民众将整座城市奉献于圣母玛利亚（这个城市在历史上曾经多次这样做，最近一次是在1944年遭受盟军轰炸时）。在战争期间领导锡耶纳的博纳吉达·卢卡里的脖子上挂着一个吊带，并赤脚走到锡耶纳大教堂。他领导了一个由全体公民组成的游行队伍并受到了所有神职人员的欢迎，卢卡里和主教拥抱以示教会和国家的团结一致。随后他上了战场。传说有一块厚厚的白云落在战场上，给予了锡耶纳掩护并帮助他们进攻。可现实情况是，佛罗伦萨军队在白天对锡耶纳军队进行了几次毫无结果的攻击，随后塞内斯的军队反击，佛罗伦萨军队中的叛徒杀死了旗手。于是军心大乱，佛罗伦萨军队作鸟兽散，几乎一半的佛罗伦萨军队（约15,000人）被杀。即使在今天，如果这两个城市在任何体育赛事中相遇，锡耶纳队经常对他们的佛罗伦萨对手说：“记住蒙塔佩蒂！”

### 衰落
锡耶纳和它的金融企业在1348年的黑死病中遭受了重创。1355年，随着卢森堡的查理四世的到来，人民推翻了九人党政府，并驱逐了与九人党有关的任何家庭。他们建立了一个十二人议会，由一个有着多数席位的委员会协助。这种形式的政府也是短暂的，很快就被1385年的十五人改革者议会，1386至1387年的十二人议会，1388到1398年的十一人议会和1398至1399的十二人先驱议会取代。1399年，稱霸北義大利的米蘭公爵吉安·加萊亞佐·維斯孔蒂為了對抗佛羅倫斯繼續擴張而取得锡耶纳的統治權。
吉安·加萊亞佐·維斯孔蒂於1402年死後，维斯孔蒂家族于1404年被驱逐出境，并成立了新的十人政府，锡耶纳与佛罗伦萨结盟以反对那不勒斯国王拉迪斯劳。随着1458的著名的皮科洛米尼·诺贝尔家族的西尼埃纳·西尔维奥·皮克罗米尼成为教宗庇护二世时，因与九人党合作而被驱逐的贵族被允许返回该市。
1472年，锡耶纳地方法官建立了一个“虔诚之山”银行，即锡耶纳牧山银行。它作为“世界上最古老的银行”存活到21世纪。

### 佩特鲁奇时代
1487年，九人党在潘多尔福·佩特鲁奇的带领下回到本市。潘多尔福慢慢地兼任多個官職，以此扩大自己的影响力，到1500年時，其岳父尼可洛·博爾蓋塞因為計畫谋杀他而被處死。在佛罗伦萨和卡拉布里亚的阿方索的支持下，潘多尔福完全掌握了这座城市。潘多尔福虽然是暴君，但却让锡耶纳重新走向繁荣，他贊助艺术和科学，并改善经济。随后，他的儿子博格斯·佩特鲁奇继任。经过短短4年（1512-1516年）的统治，博格斯被他的堂兄，红衣主教拉斐尔·佩特鲁奇赶下台，在教宗良十世的压力下，拉斐尔於1522年被迫将城市交给了他的侄子弗朗西索·佩特鲁奇，但他只统治了一年，就被潘多尔福最小的儿子法比奥赶下台。法比奥于1525年被锡耶纳人流放，标志着佩特鲁奇时代的结束。

### 共和国的灭亡
随着佩特鲁奇时代的结束，内部冲突重新开始，多数党推翻了教宗克勉七世支持的九人党，前者派遣了一支军队，但在1526年在卡莫利亚被击败。皇帝查理五世利用混乱的局势在锡耶纳派驻了西班牙军队。公民在1552年将其驱逐出境并与法国结盟，这对查尔斯来说是不可接受的，后者派遣将军吉亚·吉奥莫迪·美第奇的佛罗伦萨军队去围攻它。
锡耶纳政府把它的防御工事交给了皮耶罗·斯特罗奇。当后者在1554年8月的马尔恰诺战役中被击败时，共和国已经无力回天。经过18个月的抵抗，锡耶纳于1555年4月21日向西班牙投降，这标志着共和国的结束。西班牙国王菲利普二世向美第奇家族支付巨额款项并将锡耶纳的整个领土割让给托斯卡纳大公国（除了一系列隶属于普雷西迪国的沿海堡垒），在接下来的三个世纪里，这片土地属于托斯卡纳大公国，直到意大利统一。锡耶纳的700个家庭逃亡到蒙塔尔奇诺，继续抵抗托斯卡纳大公国的统治直到1559年。

## 领土

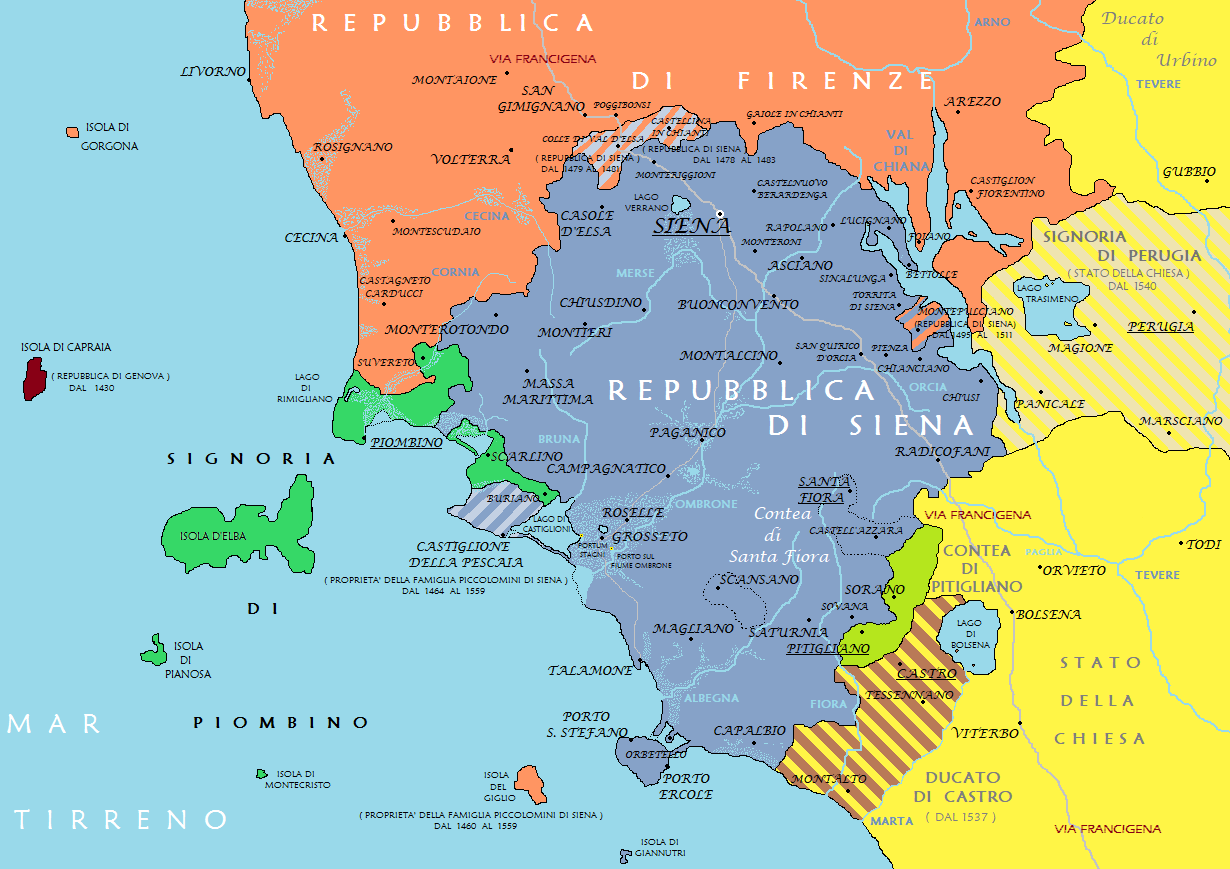
锡耶纳的疆域（紫色）

锡耶纳拥有意大利中部托斯卡纳地区的格罗塞托和锡耶纳省的大部分，包括第勒尼安海的海岸线。一个值得注意的例外是锡耶纳东南70公里处的一座名为蒙特普齐亚诺的山城，邻近的佛罗伦萨声称拥有这座城市，这是两个城邦之间不断摩擦的根本原因。在16世纪中叶，共和国有约8000平方公里的土地和8万人口，其中约15,000人居住在锡耶纳城。

## 文化

### 艺术
在整个13和14世纪，锡耶纳的艺术可以与佛罗伦萨相媲美。中世纪后期的重要画家杜乔（1253年至1319年）是锡耶纳人，他在整个亚平宁半岛都有作品。一幅名为“好政府與壞政府的寓言”的壁画，由安布羅喬·洛倫澤蒂于1338—39在锡耶纳市政厅的帕布布里科绘作，被认为是中世纪晚期文艺复兴时期的艺术典范，代表了那个时期所构想的城市社会的乌托邦。

### 建筑

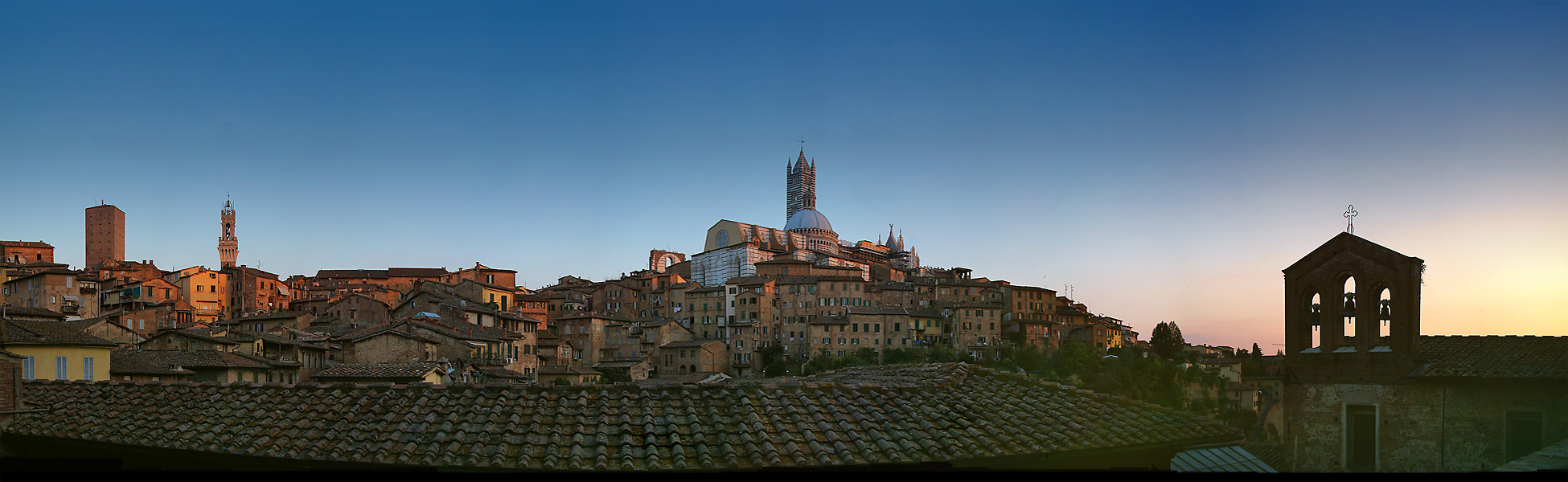
大教堂——这座城市历史上的中心

在13世纪初期，锡耶纳主教堂的大部分建筑工程已经完工，在同一时期，田野广场日益成为世俗生活的中心，它作为市场的场地和各种体育赛事（也许更可以被认为是以佛罗伦萨足球比赛的方式进行的骚乱）的位置。1194年，人们在锡耶纳市政厅的现址建造了一堵墙，以防止土壤侵蚀，这表明该地区作为一个公共场所变得非常重要。

#### 城墙

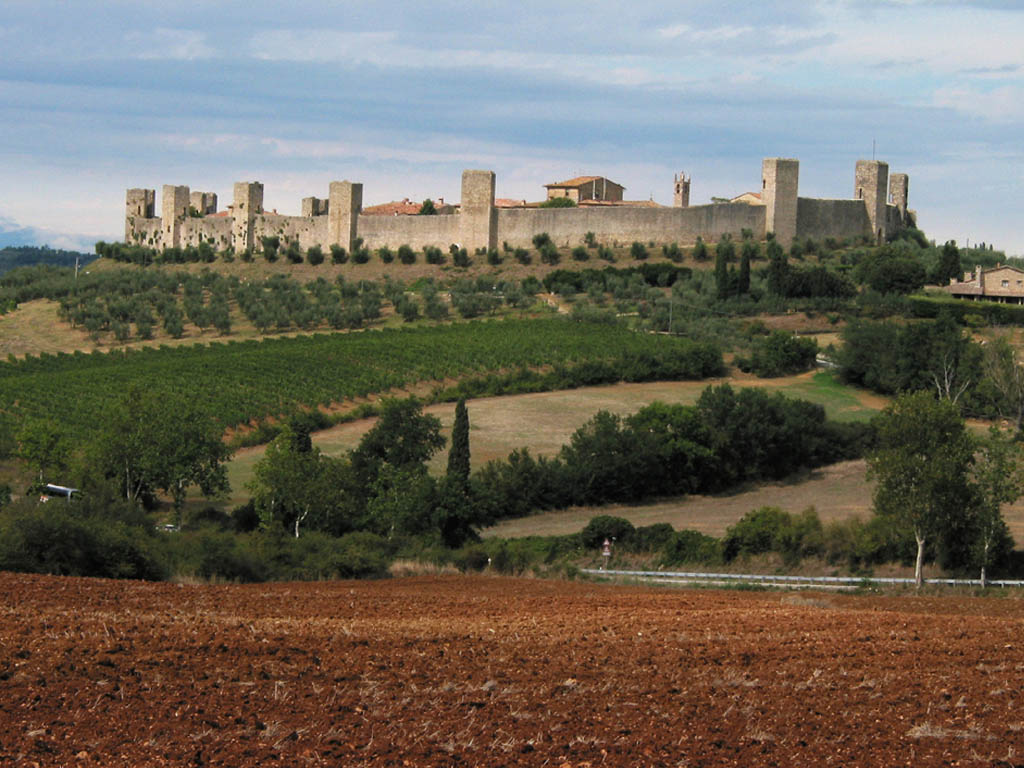
錫耶納共和國北部邊界的蒙特里焦尼幾乎完全保留了中世紀的城牆與建築

罗马时期的城墙是该城市最早的已知城墙。在10世纪和11世纪，该镇向东部扩张，后来向北部扩张，城墙完全围绕城市。第二座城墙在13世纪末完成。今天大部分的城墙仍然存在。

### 锡耶纳大学
在1240年12月26日的伊尔德布兰蒂诺·卡西康顿地区，锡耶纳的波德斯塔签署了一项法令对锡耶纳公民征收税款，他们把房子租给当地的“研究生院”学生。这笔税的钱用来支付锡耶纳大学新教师的工资。在1252年，教宗諾森四世宣布其教师和学生免于受其个人或财产征收的税收和强迫性质的劳动，这进一步支持了研究。此外，锡耶纳城市公社豁免法律和拉丁语教师的公共责任。在14世纪初，这里有5位拉丁语，逻辑学和法学教师以及2位自然科学（医学）博士。如今，这所大学仍然是意大利最重要的大学之一。

### 商务
1472年，共和国成立了錫耶納牧山銀行，这家银行今天仍然活跃，是世界上现存最古老的银行。

锡耶纳共和国公元1125-1559年的边界

## 大事年表
| 政府               | 活动年份  | 说明 |
| ------------------ | --------- | --- |
| 领事               | 1125-1199 | 当主教统治时，当选的领事代表贵族和人民的意愿。随着主教权力下降，他们的势力不断成长直到1167年主教被驱逐。在人民认为有必要建立一个新政府之前，领事继续统治锡耶纳。 |
| 执政官             | 1199-1234 | 执政官（Podestà）是一位民选的城市公社的领导者。 |
| 24人委员会         | 1234-1270 | 锡耶纳用委员会取代了执政官政府。如图所示，这些年来官员数量呈波动。                                                                                               |
| 36人委员会         | 1270-1280 | 锡耶纳用委员会取代了执政官政府。如图所示，这些年来官员数量呈波动。                                                                                               |
| 15人委员会         | 1280-1286 | 锡耶纳用委员会取代了执政官政府。如图所示，这些年来官员数量呈波动。                                                                                               |
| 9人委员会          | 1286-1355 | 锡耶纳用委员会取代了执政官政府。如图所示，这些年来官员数量呈波动。                                                                                               |
| 12人委员会         | 1355-1385 | 锡耶纳用委员会取代了执政官政府。如图所示，这些年来官员数量呈波动。                                                                                               |
| 15人委员会         | 1385      | 锡耶纳用委员会取代了执政官政府。如图所示，这些年来官员数量呈波动。                                                                                               |
| 先驱委员会         | 1385-1399 | 先驱（Priori）委员会的成立是为了稳定政府并与佛罗伦萨竞争。然而，由于先驱的数量不断波动而佛罗伦萨继续其侵略，先驱委员会失败了                                     |
| 维斯孔蒂家族统治   | 1399-1404 | 锡耶纳的普里奥斯将这座城市交给了维斯孔蒂家族，以保护它免受佛罗伦萨的威胁。                                                                                       |
| 先驱委员会         | 1404-1487 | 随着维斯孔蒂家族被驱逐，人们建立了另一个先驱委员会，这次有10个先驱。与以前的委员会政府不同，这个政府很稳定。                                                     |
| 佩特里奇家族统治   | 1487-1525 | 佩特里奇家族聚集了很多影响力，并成为这个城邦的准统治者，当时潘多尔福·佩特里奇完全控制了这座城市。对于锡耶纳来说，佩特里奇家族统治时期是一个稳定而繁荣的时期。    |
| 先驱委员会         | 1525-1548 | 一个先驱委员会被任命，他们试图使锡耶纳恢复稳定，但这并未成功。                                                                                                   |
| 西班牙统治         | 1548-1552 | 西班牙趁锡耶纳政治局势混乱，派出一个驻军来控制这座城市 |
| 人民领袖           | 1552-1555 | 为了保护城市，人民推举了一个统治者，即人民领袖（Capitano del Popolo）。                                                                                          |
| 蒙塔尔奇诺抵抗势力 | 1555-1559 | 在锡耶纳沦陷后，贵族家庭在蒙塔尔奇诺继续抵抗。 |